# 仲多度南部消防組合
仲多度南部消防組合（なかたどなんぶしょうぼうくみあい）は、香川県仲多度郡琴平町及びまんのう町によって組織された一部事務組合（消防組合）である。

## 概要
- 消防本部：仲多度郡琴平町五条313番地
- 管内面積：202.92km2
- 職員定数：56名
- 消防署1カ所、出張所1カ所
- 主力機械（2018年12月31日現在）
  - 消防ポンプ車：2
  - 水槽付消防ポンプ車：2
  - はしご付消防自動車：1
  - 救助工作車：1
  - 林野火災工作車：1
  - 電源照明車：1
  - 指揮車：1
  - 指令車：1
  - 救急自動車：4
  - 火災原因調査車：1
  - 連絡車：2
  - 人員搬送車：1
  - ホース積載車：2
  - 救急普及啓発広報車：1

## 沿革
- 1970年4月 仲多度郡琴平町・琴南町・仲南町及び満濃町の4町によって仲多度南部消防組合が発足する。
- 1971年12月　消防本部庁舎が完成し移転する。
- 1972年1月　琴南分遣所が完成し、業務を開始する。
- 1999年3月　消防本部庁舎が完成し移転する。
- 1999年3月　琴南分遣所を琴南町造田へ移転新築し、琴南出張所を開設する。
- 2006年3月　仲多度郡琴南町・仲南町及び満濃町が合併しまんのう町が発足し、組合の構成自治体が2町となる。

## 組織
- 消防本部－総務課、通信指令課、予防課、警防課
- 消防署

## 消防署
| 消防署                   | 住所                      | 出張所                              |
| ------------------------ | ------------------------- | ----------------------------------- |
| 仲多度南部消防組合消防署 | 仲多度郡琴平町五条313番地 | 琴南：仲多度郡まんのう町造田3008番3 |